# Popoli indigeni del Canada
Con il termine popoli indigeni del Canada, noti anche come Indigeni canadesi o Aborigeni canadesi, si intendono le popolazioni autoctone che vivevano dentro i confini dell'attuale Canada prima della colonizzazione europea e i loro odierni discendenti. Essi comprendono le Prime Nazioni, gli Inuit e i Métis. Sebbene "indiano" sia un termine ancora comunemente usato nei documenti giuridici, i descrittori "indiano" ed "eschimese" sono alquanto caduti in disuso in Canada e alcuni li considerano peggiorativi. Similmente, "Aborigeni" come nome collettivo è un termine specialistico usato in alcuni documenti legali, inclusa la Legge costituzionale del 1982, benché in alcuni circoli anche quella parola stia perdendo favore.
Le Distese dell'Old Crow e le Grotte di Bluefish sono alcuni dei più antichi siti di insediamento umano conosciuti in Canada. Le culture paleoindiane Clovis, delle Grandi Pianure e Pre-Dorset precedono gli attuali popoli indigeni americani. Utensili a punta litica, lance, ceramiche, braccialetti, scalpelli e raschiatoi contrassegnano i siti archeologici, distinguendo così periodi culturali, tradizioni e stili di scheggiatura.
Le caratteristiche della cultura aborigena canadese includevano insediamenti permanenti, agricoltura, architettura civile e cerimoniale, complesse gerarchie sociali e reti commerciali. La cultura métis dei sanguemisti ebbe origine a metà del XVII secolo quando persone delle Prime Nazioni e degli Inuit sposarono degli Europei. Gli Inuit ebbero interazioni più limitate con i coloni europei durante quel primo periodo. Varie leggi, trattati e normative sono state approvate tra gli immigrati europei e le Prime Nazioni in tutto il Canada. Il diritto degli Aborigeni all'autogoverno fornisce l'opportunità di gestire gli aspetti storici, culturali, politici, di cura sanitaria e di controllo economico all'interno delle comunità dei primi popoli.
Al censimento del 2022, i popoli aborigeni del Canada totalizzavano 1.807.250 persone, ovvero il 5% della popolazione nazionale. Ci sono oltre 600 governi o bande riconosciuti delle Prime Nazioni con culture, lingue, arte e musica caratteristiche. La Giornata nazionale dei Popoli indigeni (National Indigenous Peoples Day) riconosce le culture e i contributi dei popoli aborigeni alla storia del Canada. Persone delle Prime Nazioni, degli Inuit e dei Métis di tutte le origini sono diventate eminenti figure e sono servite come modelli di riferimento nella comunità aborigena, contribuendo a formare l'identità culturale canadese.

## Terminologia
Nell'articolo 35 della Legge costituzionale del 1982, la dizione "Popoli aborigeni del Canada" (Aboriginal peoples of Canada) include i popoli indiani, inuit e métis. Popoli aborigeni è un termine legale che abbraccia tutti i gruppi indigeni canadesi, ma sta cominciando ad essere considerato superato e sta venendo lentamente sostituito dal termine Popoli indigeni. Prime Nazioni (usato più spesso al plurale) è entrato nell'uso generale a partire dagli anni 1970 sostituendo "Indiani" nel vocabolario quotidiano. Tuttavia, nelle riserve, Prime Nazioni sta venendo soppiantato dai membri delle varie nazioni, che si riferiscono a sé stessi mediante il loro gruppo o la loro identità etnica. Nella conversazione le persone direbbero quindi: "io sono Haida", o "noi siamo Kwantlen", in riconoscimento delle loro etnie delle Prime Nazioni.
La Legge sugli Indiani (Indian Act, R.S.C., 1985, c. I-5) fissa il termine giuridico indiano, che "significa una persona che in conformità alla presente Legge è registrata come indiano o ha il diritto di essere registrata come indiano". L'articolo 5 di questa legge stabilisce che sia mantenuto un registro "nel quale sia registrato il nome di ogni persona che ha il diritto di essere registrata come indiano in base alla presente Legge". Nessun altro termine è giuridicamente riconosciuto ai fini della registrazione e il termine indiano esclude specificamente il riferimento agli Inuit ai sensi dell'articolo 4 dell'Indian Act (R.S.C., 1985, c. I-5). Indiano rimane al suo posto come termine giuridico usato nella Costituzione canadese. Il suo uso al di fuori di tali situazioni può essere considerato offensivo.

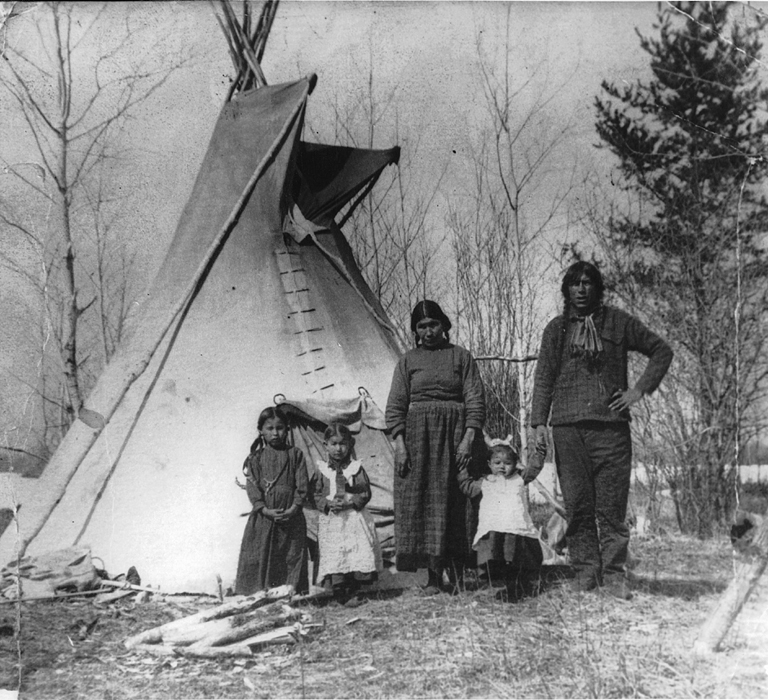
Famiglia aborigena vicino a Prince Albert (Saskatchewan), 1919

Il termine eschimese ha connotazioni peggiorative in Canada e in Groenlandia. I popoli indigeni di quello aree hanno sostituito il termine eschimese con inuit. Gli Yupik dell'Alaska e della Siberia non si considerano Inuit, e gli etnografi concordano che sono un popolo distinto. Essi preferiscono la terminologia Yupik, Yupiit o Eschimesi. Le lingue yupik sono linguisticamente distinte dalle lingue inuit. I gruppi linguistici dei popoli artici tuttavia non hanno alcun termine di sostituzione universale per eschimese, che sia inclusivo di tutti gli Inuit e gli Yupik che abitano l'area geografica in questione.
Oltre a questi descrittori etnici, i popoli aborigeni sono spesso divisi in categorie giuridiche basate sulla loro relazione con la Corona (cioè con lo stato). L'articolo 91 (clausola 24) della Legge costituzionale del 1867 dà al governo federale (in contrapposizione alle province) l'unica responsabilità per "gli Indiani, e le Terre riservate agli Indiani". Il governo ereditò le obbligazioni dei trattati dalle autorità coloniali britanniche nel Canada orientale e firmò esso stesso trattati con le Prime Nazioni nel Canada occidentale (i Trattati Numerati). Nel 1876 approvò anche l'Indian Act che governò le sue interazioni con tutti i popoli nei trattati e fuori dai trattati. I membri delle bande delle Prime Nazioni che sono soggetti alla Legge sugli indiani con la Corona sono compilati su una lista chiamata Registro indiano, e tali persone sono chiamate "Indiani con status" (Status Indians). Molte Prime Nazioni fuori dai trattati e tutti i popoli inuit e métis non sono soggetti alla Legge sugli Indiani. Tuttavia, due processi hanno chiarito che gli Inuit, i Métis e le Prime Nazioni senza status sono tutti coperti dal termine "Indiani" nella Legge costituzionale del 1867. Il primo processo fu Re Eskimos nel 1939 che copre gli Inuit, il secondo fu Daniels v. Canada nel 2013 che si applica ai Métis e alle Prime Nazioni senza status.
Nonostante l'ubicazione del Canada all'interno dell'America, il termine "nativo americano" non si usa in Canada in quanto tipicamente si usa unicamente per descrivere i popoli indigeni all'interno dei confini degli odierni Stati Uniti.

## Storia

### Periodo dei Paleoindiani

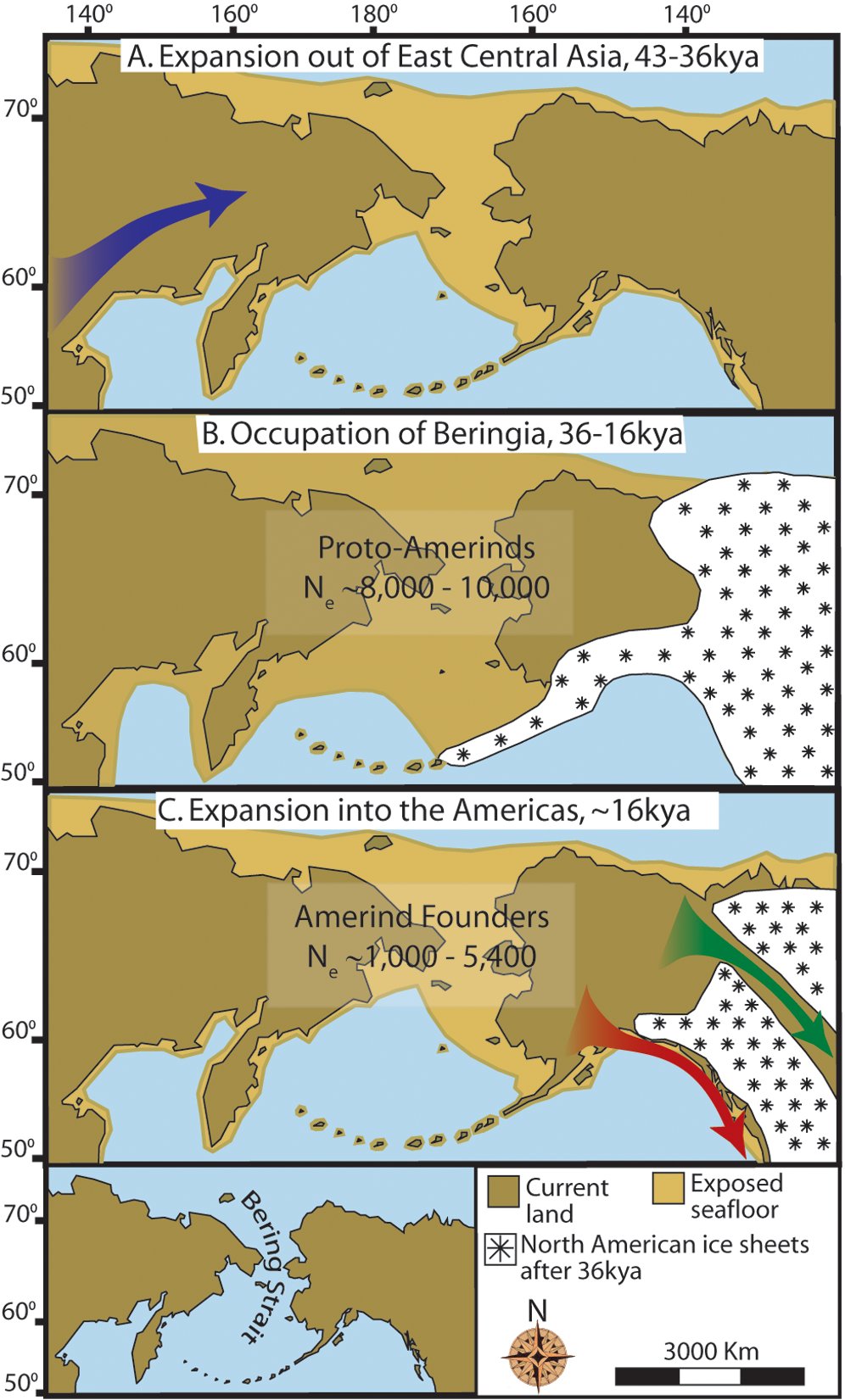
Mappe raffiguranti ciascuna delle tre fasi delle migrazioni umane preistoriche per il popolamento delle Americhe

Secondo le evidenze archeologiche e genetiche, l'America settentrionale e meridionale furono gli ultimi continenti al mondo con insediamenti umani. Durante la glaciazione del Wisconsin, 50.000–17.000 anni fa, i livelli calanti del mare consentirono alle persone di spostarsi attraverso il ponte continentale di Bering che univa la Siberia all'America settentrionale nordoccidentale (Alaska). L'Alaska era libera dai ghiacci a causa delle basse precipitazioni, consentendo a una piccola popolazione di sopravvivere. Il ghiacciaio Laurentide copriva la maggior parte del Canada, bloccando gli abitanti nomadi e confinandoli in Alaska (Beringia orientale) per migliaia di anni.
Gli studi genetici sugli Aborigeni suggeriscono che i primi abitanti delle Americhe condividono un'unica popolazione ancestrale, che si sviluppò in un ambiente isolato, che si suppone essere la Beringia. L'isolamento di questi popoli in Beringia potrebbe essere durato 10.000-20.000 anni. Intorno a 16.500 anni fa, i ghiacciai cominciarono a fondersi, consentendo alla gente di spostarsi a sud e ad est in Canada e oltre.
I primi abitanti dell'America settentrionale arrivarono in Canada almeno 15.000 anni fa, benché le crescenti evidenze suggeriscano un arrivo ancora anteriore. Si crede che gli abitanti siano entrati nelle Americhe inseguendo i mammiferi del Pleistocene come il castoro gigante, il bisonte della steppa, il bue muschiato, il mastodonte, i mammut lanosi e la renna antica (primo caribù). Un itinerario ipotizzato è che la gente abbia camminato verso sud mediante un corridoio libero dai ghiacci sul lato est delle Montagne Rocciose, e si sia poi sparpagliata attraverso l'America del Nord prima di proseguire verso l'America del Sud. L'altro itinerario supposto è che essi siano migrati, o a piedi o usando barche primitive, lungo la Costa del Pacifico fino alla punta dell'America del Sud, e poi abbiano attraversato le Montagne Rocciose e le Ande. Le prove di quest'ultimo sono state coperte da un innalzamento del livello del mare di centinaia di metri in seguito all'ultima era glaciale.
Le Distese e il bacino dell'Old Crow erano una delle aree del Canada non toccata dalle glaciazioni durante le ere glaciali del Pleistocene, servì così da via e da rifugio per le piante e gli animali dell'era glaciale. L'area conserva le prove dei primi insediamenti umani in Canada risalenti a circa 12.000 anni fa. I fossili provenienti dall'area includono alcuni mai registrati nel Nord America, come le iene e i grandi cammelli. Le Grotte di Bluefish sono un sito archeologico dello Yukon (Canada) dal quale un campione di osso di mammut, apparentemente lavorato dall'uomo, è stato datato con il radiocarbonio a 12.000 anni fa.

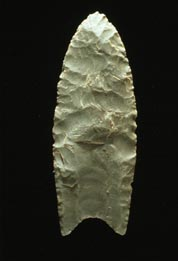
Una punta Clovis creata usando una scheggiatura bifacciale a percussione (cioè, ciascuna faccia è scheggiata alternativamente su entrambi i bordi con un percussore)

Siti di Clovis datati a 13.500 anni fa furono scoperti nel Nord America occidentale durante gli anni 1930. I popoli Clovis furono considerati come i primi abitanti paleoindiani diffusi nel Nuovo Mondo e gli antenati di tutti i popoli indigeni delle Americhe. Le scoperte archeologiche degli ultimi trent'anni hanno portato all'attenzione altre culture peculiari basate sulla scheggiatura che occupavano le Americhe dalle Grandi Pianure inferiori alle coste del Cile.
Culture regionali localizzate si svilupparono a partire dal periodo del clima freddo del Dryas recente da 12.900 a 11.500 anni fa. La cultura Folsom è caratterizzata dal suo uso delle punte Folsom a forma di proiettile presso i siti archeologici. Questi utensili assistevano le attività nei siti di uccisione che segnavano il massacro e la macellazione del bisonte.
Il ponte continentale esistette fino a 13.000-11.000 anni fa, molto tempo dopo che i più antichi insediamenti umani attestati nel Nuovo Mondo erano cominciati. I più bassi livelli del mare nello Stretto della Regina Carlotta e dello Stretto di Hecate produssero grandi terre erbose chiamate arcipelago delle Haida Gwaii. I cacciatori-raccoglitori dell'area lasciarono peculiari utensili di tecnologia litica e i resti di grandi mammiferi macellati, occupando l'area da 13.000-9.000 anni fa. Nel luglio 1992, il Governo federale designò ufficialmente X̲á:ytem (vicino a Mission, Columbia Britannica) come sito storico nazionale, uno dei primi siti spirituali indigeni in Canada a essere formalmente riconosciuti in questa maniera.
Le culture delle Grandi Pianure erano un gruppo di comunità di cacciatori-raccoglitori che occupavano l'area delle Grandi Pianure dell'America settentrionale tra 12.000-10.000 anni fa. I Paleoindiani si spostarono nel nuovo territorio quando esso enerse da sotto i ghiacciai. In questo nuovo ambiente prosperava grossa selvaggina. Le culture delle Grandi Pianure sono caratterizzate da una gamma di utensili con punte a forma di proiettile chiamate collettivamente punte Plano, che erano usate per cacciare il bisonte. Le loro diete includevano anche antilocapra americana, alce, cervo, procione e coyote. All'inizio dell'era arcaica, cominciarono ad adottare un approccio sedentario alla sussistenza. I siti a e intorno a Belmont (Nuova Scozia) hanno prove di Planoindiani, che indicano piccoli accampamenti di caccia stagionali, forse rivisitati nell'arco di generazioni di circa 11.000-10.000 anni fa. Pesci e uccelli stagionali di selvaggina grandi e piccoli erano fonti di cibo e materie prime. L'adattamento all'ambiente rigido includeva abbigliamento fatto su misura e tende coperte di pelli su telai di legno.

### Periodo arcaico
Il clima nordamericano si stabilizzò entro l'8000 a.C. (10.000 anni fa); le condizioni climatiche erano molto simili a quelle di oggi. Questo portò a una migrazione diffusa, alla coltivazione e in seguito a una crescita drammatica della popolazione in tutte le Americhe. Nel corso di migliaia di anni, i popoli indigeni americani addomesticarono, allevarono e coltivarono un vasto assortimento di specie vegetali. Queste specie ora costituiscono il 50 – 60% di tutte le colture in coltivazione in tutto il mondo.

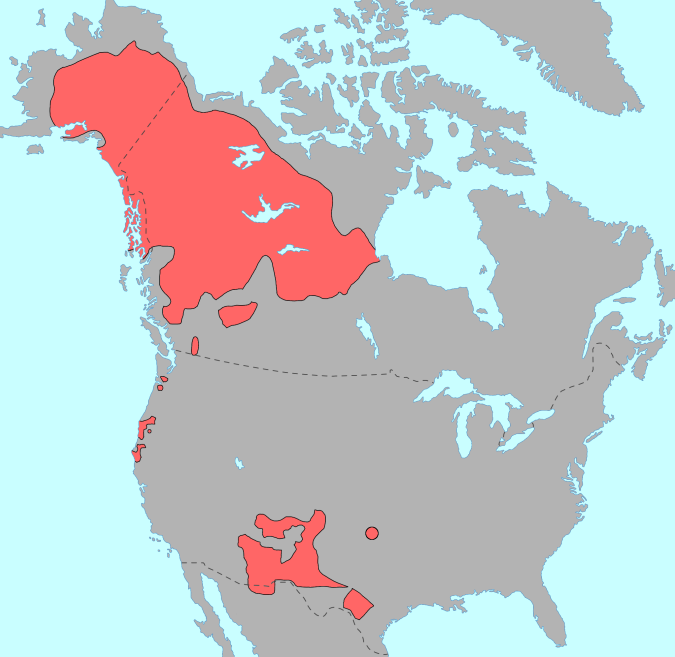
Distribuzione delle lingue na-dene mostrate in rosso

La vastità e la varietà dei climi, dell'ecologia, della vegetazione, della fauna e le separazioni morfologiche del Canada hanno definito implicitamente i popoli antichi in suddivisioni culturali o linguistiche. Il Canada è circondato a nord, ad est e ad ovest dalla linea costiera e, a partire dall'ultima era glaciale, è composto di distinte regioni forestali. La lingua contribuisce all'identità di un popolo influenzando i modi della vita sociale e le pratiche spirituali. Le religioni aborigene si svilupparono dalle filosofie dell'antropomorfismo e dell'animismo.
Il posizionamento di manufatti e materiali all'interno di un sito di sepoltura arcaico indicava una differenziazione sociale basata sullo status. C'è una registrazione costante dell'occupazione della regione del S'ólh Téméxw da parte di Aborigeni che risale al periodo del primo Olocene, 10.000-9.000 anni fa. I siti archeologici del Lago Stave, del Lago Coquitlam, di Fort Langley e di altre zone della regione hanno svelato manufatti del primo periodo. Questi primi abitanti erano cacciatori-raccoglitori altamente mobili, consistenti da 20 a 50 membri circa di una famiglia estesa. Il popolo na-dene occupò gran parte dell'area terrestre dell'America settentrionale nordoccidentale e centrale a partire dall'8000 a.C. circa. Essi erano i primi antenati dei popoli di lingua athabaska, inclusi i Navajo e gli Apache. Avevano villaggi con grandi dimore multifamiliari, usate stagionalmente durante l'estate, dalle quali cacciavano, pescavano e raccoglievano scorte di cibo per l'inverno. I popoli Wendat si insediarono nell'Ontario meridionale lungo il fiume Eramosa intorno all'8000–7000 a.C. (10.000–9.000 anni fa). Erano concentrati tra il Lago Simcoe e la Baia Georgiana. I Wendat cacciavano i caribù per sopravvivere sulla terra coperta dai ghiacciai. Molte diverse culture delle Prime Nazioni fecero affidamento sul bisonte a partire dal 6000–5000 a.C. (8.000–7.000 anni fa). Cacciavano i bisonti mentre migravano facendoli precipitare dalle rupi. Il Salto del Bufalo schiantato, vicino a Lethbridge (Alberta), è un terreno di caccia che fu in uso per 5.000 anni.

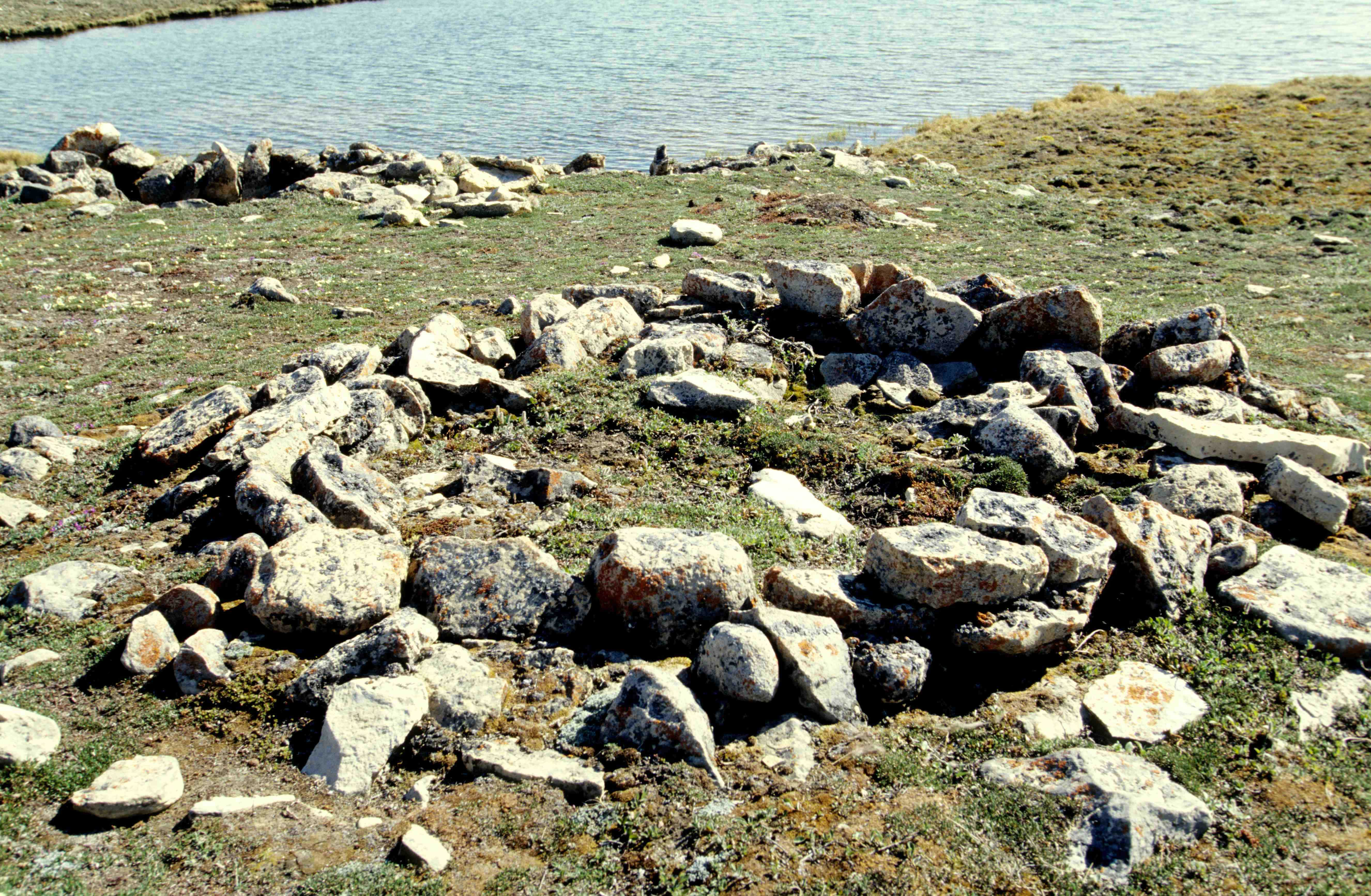
Sito thule (Inuit del rame) vicino alle acque di Cambridge Bay (Isola Victoria)

La costa ovest del Canada entro 7000–5000 a.C. (9.000–7.000 anni fa) vide varie culture che si organizzarono intorno alla pesca del salmone. I Nuu-chah-nulth dell'Isola di Vancouver cominciarono la caccia alla balena con lunghi arpioni verso questo periodo. L'Arcaico Marittimo è un gruppo di cacciatori di mammiferi marini nel Subartico appartenente alla cultura arcaica nordamericana. Essi prosperarono approssimativamente nel 7000 a.C.–1500 a.C. (9.000–3.500 anni fa) lungo la Costa Atlantica dell'America settentrionale . I loro insediamenti comprendevano case lunghe e case temporanee o stagionali coperte con le barche. Si impegnavano nel commercio a lunga distanza, usando come valuta la selce bianca, una roccia estratta dal Labrador settentrionale al Maine. La cultura precolombiana, i cui membri erano chiamati il Popolo della vernice rossa, è indigena delle regioni della Nuova Inghilterra e del Canada atlantico in America settentrionale. La cultura si sviluppò tra 3000 a.C.–1000 a.C. (5.000–3.000 anni fa) e prese il nome dalle loro cerimonie di sepoltura, che usavano grandi quantità di ocra rossa per coprire i corpi e gli oggetti della tomba.
La Tradizione Microlitica Artica è una vasta entità culturale che si sviluppò lungo la Penisola di Alaska, intorno alla Baia di Bristol, e sulle coste orientali dello Stretto di Bering intorno al 2500 a.C. (4.500 anni fa). Questi popoli paleoartici avevano un corredo di attrezzi, altamente distintivo, di piccole lame (microlame) che erano appuntite ad entrambe le estremità ed erano usate come barbigli laterali o terminali sulle frecce o sulle lance fatte di altri materiali, come osso o corno di cervo. Nei loro corredi erano inclusi anche raschiatoi, attrezzi da incisione e lame di ascia. La Tradizione Microlitica Artica si dirama in due varianti culturali, comprese le tradizioni Pre-Dorset e Indipendenza. Questi due gruppi, antenati dei Thule, furono soppiantati dagli Inuit entro il 1000 dell'era volgare (CE).:179–81

### Periodi post-arcaici
Le società del Complesso del rame antico risalenti al 3000 a.C.-500 a.C. (5.000-2.500 anni fa) sono una manifestazione della cultura Woodland, e sono di natura pre-ceramica. Le prove trovate nelle regioni dei Grandi Laghi indicano che tali società estraevano il rame dai locali depositi glaciali e lo usavano nella sua forma naturale per fabbricare utensili e arnesi.
Il periodo culturale Woodland risale a circa il 2000 a.C.-1000 d.C., e ha esempi locali in Ontario, Québec e nelle regioni marittime. L'introduzione della ceramica distingue la cultura Woodland dagli abitanti dello stadio arcaico anteriore. I Laurenziani dell'Ontario meridionale fabbricavano la più antica ceramica finora portata alla luce in Canada. Creavano coppe con il fondo appuntito decorate da una tecnica cordata che consisteva nell'imprimere arnesi dentati nell'argilla bagnata. La tecnologia Woodland comprendeva oggetti come coltelli con incisivi di castoro, braccialetti e scalpelli. La popolazione che praticava modi di vita agricoli sedentari continuò ad aumentare con una dieta a base di zucche, mais, e colture di fagioli.
La tradizione Hopewell è una cultura aborigena che si sviluppò lungo i fiumi americani dal 300 a.C.-500 d.C. Nella sua massima estensione, il sistema di scambio Hopewell collegava una rete di culture e di società con i popoli sulle coste canadesi del Lago Ontario. L'espressione canadese dei popoli hopewelliani abbraccia i complessi di Point Peninsula, Saugeen e Laurel.

#### Prime Nazioni

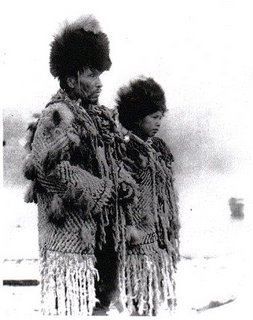
Capo George dal villaggio di Senakw con sua figlia con le insegne, circa 1906

I popoli delle Prime Nazioni si erano insediati e avevano stabilito rotte commerciali in quello che è ora il Canada entro il 500 a.C.–1000 d.C. Le comunità si svilupparono ciascuna con la sua cultura, usanze e carattere. Nel nord-ovest vi erano gli Athabaska, gli Slavey, i Dogrib, i Tutchone e i Tlingit. Lungo la costa pacifica vi erano i Tsimshian, gli Haida, i Salish, i Kwakiutl, gli Heiltsuk, i Nootka, i Nisga'a, i Senakw e i Gitxsan. Nelle pianure vi erano i Piedi Neri, i Káínawa, i Sarcee e i Peigan. Nelle foreste settentrionali vi erano i Cree e i Chipewyan. Intorno ai Grandi Laghi vi erano gli Anishinaabeg, gli Algonchini, gli Irochesi e gli Uroni. Lungo la costa atlantica vi erano i Beothuk, i Maliseet, gli Innu, gli Abenaki e i Mi'kmaq.
Molte civiltà aborigene stabilirono caratteristiche ed elementi distintivi che includevano insediamenti urbani permanenti o città, agricoltura, architettura monumentale e civile e complesse gerarchie sociali. Queste culture erano evolute e cambiate al tempo dei primi arrivi permanenti dall'Europa (c. fine XV–inizio XVI secolo) e sono state portate alla luce attraverso le indagini archeologiche.
Ci sono indicazioni di contatti prima di Cristoforo Colombo tra i primi popoli e quelli provenienti da altri continenti. Gli Aborigeni in Canada interagirono con gli Europei intorno al 1000 d.C., ma il contatto prolungato venne dopo che gli Europei stabilirono insediamenti permanenti nel XVII e XVIII secolo. I resoconti scritti europei registrano generalmente l'amichevolezza delle Prime Nazioni, che traevano profitto dal commercio con gli Europei. Tale commercio generalmente rafforzò le entità politiche più organizzate come la Confederazione irochese. Per tutto il XVI secolo, le flotte europee fecero visite quasi annuali alle coste orientali del Canada per sfruttare le opportunità di pesca. Un'industria secondaria emerse nel disorganizzato traffico delle pellicce sorvegliato dal Dipartimento indiano.
Eminenti membri delle Prime Nazioni includono Joe Capilano, che si incontrò con il Re del Regno Unito, Edoardo VII, per parlare del bisogno di risolvere le rivendicazioni territoriali, e Ovide Mercredi, un punto di riferimento sia nelle discussioni sulla riforma costituzionale dell'accordo del lago Meech sia nella crisi di Oka.

#### Inuit
Gli Inuit sono i discendenti di quella che gli antropologi chiamano la cultura Thule, che emerse dall'Alaska occidentale intorno al 1000 d.C. e si diffuse verso est attraverso l'Artico, soppiantando la cultura Dorset (a Inuktitut, i Tuniit). Gli Inuit storicamente si riferivano ai Tuniit come "giganti", in quanto erano più alti e più forti di loro. I ricercatori ipotizzano che alla cultura Dorset mancassero i cani, le armi più grandi e le altre tecnologie usate dalla società inuit in espansione. Entro il 1300, gli Inuit si erano insediati nella Groenlandia occidentale, e si spostarono infine nella Groenlandia orientale nel corso del secolo seguente. Gli Inuit avevano rapporti commerciali con culture più meridionali. Le dispute di confine erano comuni e conducevano ad azioni aggressive.

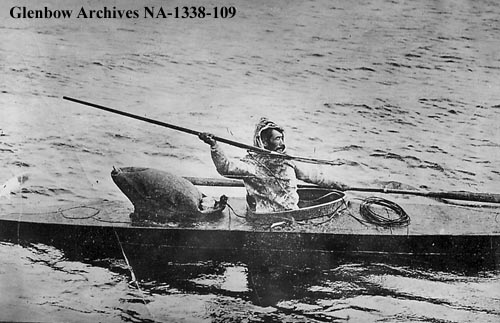
Inuk in un kayak, circa 1908-1914

La guerra era comune tra i gruppi inuit con sufficiente densità di popolazione. Gli Inuit, come i Nunatamiut (Uummarmiut) che abitavano l'area del delta del fiume Mackenzie, spesso si dedicavano alla guerra reciproca. Gli Inuit dell'Artico Centrale mancavano della densità di popolazione necessaria per dedicarsi alla guerra. Nel XIII secolo, la cultura Thule cominciò ad arrivare in Groenlandia da quello che è oggi il Canada. I resoconti norreni sono scarsi. Oggetti di fattura norrena provenienti dagli accampamenti inuit in Groenlandia furono ottenuti mediante commercio o saccheggio. Un resoconto, Ívar Bárðarson, parla di "persone piccole" con i quali combatterono i Norreni. I resoconti del XIV secolo riferiscono che un insediamento occidentale, uno dei due insediamenti norreni, fu conquistato dagli Skræling.
Dopo la scomparsa delle colonie norrene in Groenlandia, gli Inuit non ebbero alcun contatto con gli Europei per almeno un secolo. Verso la metà del XVI secolo, i pescatori baschi stavano già bordeggiando la costa del Labrador coast e avevano fondato stazioni baleniere a terra, come quelle portate alla luce a Red Bay. Pare che gli Inuit non abbiano interferito con le loro attività, ma razziavano le stazioni d'inverno in cerca di attrezzi, e particolarmente di ferro lavorato, che adattavano ai loro bisogni.
Notevoli tra gli Inuit sono Abraham Ulrikab e la sua famiglia, che divennero un'attrazione dello zoo ad Amburgo (Germania), e Tanya Tagaq, un cantante di gola tradizionale. Abe Okpik fu determinante per aiutare gli Inuit a ottenere dei cognomi al posto dei numeri su disco e Kiviaq (David Ward) ottenne il diritto legale di usare il suo nome inuktituk, formato da un'unica parola.

#### Métis

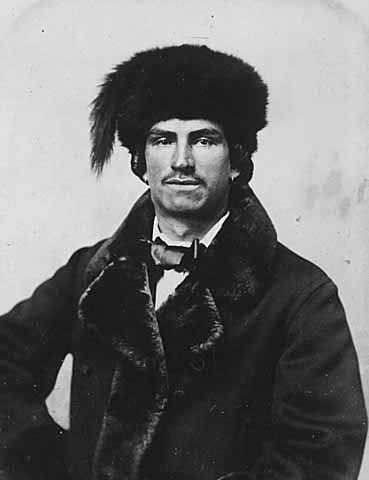
Mercante di pellicce di sangue misto, circa 1870

I Métis (dal francese: letteralmente "meticci") sono persone discendenti dai matrimoni tra Europei (principalmente Francesi) e Cree, Ojibway, Algonchini, Saulteaux, Menominee, Mi'kmaq, Maliseet e altre Prime Nazioni. La loro storia risale alla metà del XVII secolo. Quando gli Europei arrivarono per la prima volta in Canada, fecero affidamento sui popoli aborigeni per le abilità nello scambio di pellicce e per la sopravvivenza. Per assicurarsi alleanze, le relazioni tra i mercanti di pellicce europei e le donne aborigene erano spesso consolidate attraverso il matrimonio. La patria dei Métis consiste delle province canadesi della Columbia Britannica, dell'Alberta, del Saskatchewan, del Manitoba, del Québec, del Nuovo Brunswick, della Nuova Scozia e dell'Ontario, come pure dei Territori del Nord-Ovest (TNO).
Tra i Métis famosi vi sono l'attore televisivo Tom Jackson, il Commissario dei Territori del Nord-Ovest Tony Whitford e Louis Riel, che guidò due movimenti di resistenza: la Ribellione di Red River del 1869-1870 e la Ribellione del Nord-Ovest del 1885, che finì con il suo processo.
Le lingue intrinsecamente métis sono o il francese métis o una lingua mista chiamata métchif. Il métchif o mitchif (nella grafia inglese anche metif o mitif) è un'ortografia fonetica di métif, una variante di métis. I Métis oggi parlano prevalentemente inglese, con il francese come seconda lingua più diffusamente, nonché numerose lingue aborigene. Una comunità di Métis del XIX secolo, gli Anglo-Métis, era designata come Countryborn. Erano i figli dei mercanti di pellicce della Terra di Rupert, tipicamente di discendenza paterna orcadiana, scozzese o inglese e di discendenza materna aborigena. Le loro prime lingue sarebbero state aborigene (cree, saulteaux, assiniboine, ecc.) e inglese. I loro padri parlavano gaelico, portando così allo sviluppo di un dialetto inglese designato come "bungee".
L'articolo 35 della Legge costituzionale del 1982 menziona i Métis, tuttavia vi è stato a lungo dibattito sulla definizione giuridica del termine Métis, ma il 23 settembre 2003, la Corte suprema del Canada dichiarò che i Métis sono un popolo distinto con diritti significativi (decisione Powley).
Diversamente dai membri delle Prime Nazioni e dagli Inuit, non c'è stata distinzione tra status e non status, e i Métis, il loro retaggio e la loro ascendenza aborigena sono stati spesso assorbiti e assimilati nelle popolazioni circostanti.

### Comunità indigene urbane e Centri per l'amicizia
In tutto il Canada, il 56% dei popoli indigeni vivono in aree urbane. La popolazione indigena è il segmento di popolazione con la crescita più veloce del Canada. Negli anni 1950 i Centri per l'amicizia emersero da un movimento di base come centri della comunità che forniscono programmi e servizi culturalmente appropriati ai popoli indigeni urbani. Ci sono 118 Centri per l'amicizia in tutto il Canada, rappresentati da sette Associazioni provinciali e territoriali.
| Città           | Popolazione indigena urbana |
| --------------- | --------------------------- |
| Winnipeg        | 78.420                      |
| Edmonton        | 61.765                      |
| Vancouver       | 51.375                      |
| Toronto         | 36.995                      |
| Calgary         | 33.370                      |
| Ottawa-Gatineau | 30.570                      |
| Montreal        | 26.280                      |
| Saskatoon       | 23.895                      |
| Regina          | 19.895                      |
|                 | (Censimento 2011)           |

### Assimilazione forzata
Dalla fine del XVIII secolo, i Canadesi europei (e il governo canadese) incoraggiarono l'assimilazione della cultura aborigena in quella che fu designata come "cultura canadese". Questi tentativi raggiunsero un culmine alla fine del XIX e all'inizio del XX secolo, con una serie di iniziative che miravano alla completa assimilazione e sottomissione dei popoli aborigeni. Queste politiche, che furono rese possibili da normative come il Gradual Civilization Act ("Legge sulla graduale civilizzazione") e l'Indian Act ("Legge sugli Indiani"), si concentrava sugli ideali del cristianesimo, della vita sedentaria, dell'agricoltura e dell'educazione.
Il tentativo di cristianizzazione dei popoli aborigeni del Canada era andato avanti sin dei tempi dei primi missionari arrivati nel 1600; tuttavia, esso divenne più sistematico con l'Indian Act del 1876, che avrebbe introdotto nuove sanzioni per coloro che non si convertivano al cristianesimo. Ad esempio, le nuove leggi avrebbero impedito agli Aborigeni non cristiani di testimoniare o di presentare le loro cause in tribunale e avrebbero bandito il consumo di alcol. Quando l'Indian Act fu emendato nel 1884, le tradizionali pratiche religiose e sociali, come il potlatch, sarebbero state bandite, e ulteriori emendamenti nel 1920 avrebbero impedito agli "Indiani con status" (come definiti nell'Act) di indossare gli abiti tradizionali o di eseguire le danze tradizionali, nel tentativo di bloccare tutte le pratiche non cristiane.
Un altro obiettivo del governo canadese era di rendere i gruppi aborigeni del Canada sedentari, in quanto si pensava che questo li avrebbe resi più facili da assimilare. Nel XIX secolo il governo incominciò a sostenere la creazione di villaggi agricoli modello, che erano volti a incoraggiare i gruppi aborigeni non sedentari a stabilirsi in un'area e cominciare a praticare l'agricoltura.  quando la maggior parte di questi villaggi agricoli modello fallì, il governo si volse invece alla creazione di riserve indiane con l'Indian Act del 1876. Con la creazione di queste riserve vennero molte leggi restrittive, come ulteriori bandi su tutte le sostanze intossicanti, restrizioni sul letto di voto nelle elezioni delle bande, riduzione delle aree di caccia e pesca e divieto per gli Indiani con lo status di visitare altri gruppi delle loro riserve.
Attraverso il Gradual Civilization Act del 1857, il governo avrebbe incoraggiato gli Indiani (cioè, le Prime Nazioni) ad affrancarsi – a rimuovere tutte le distinzioni giuridiche tra gli [Indiani] e gli altri Sudditi canadesi di Sua Maestà. Se un aborigeno avesse scelto di affrancarsi, questo avrebbe spogliato lui e la sua famiglia del titolo aborigeno, con l'idea che sarebbero divenuti "meno selvaggi" e "più civilizzati", e quindi assimilati nella società canadese. Tuttavia, essi erano spesso ancora definiti come non cittadini dagli Europei, e quei pochi che si affrancarono davvero andarono spesso incontro a una delusione.

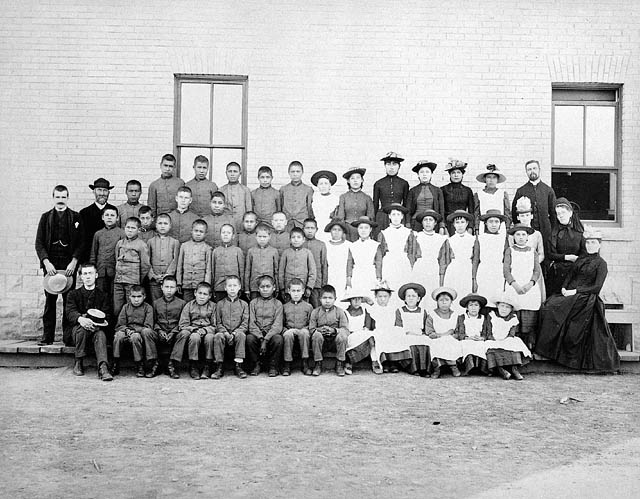
Scuola industriale indiana di St. Paul, Middlechurch, Manitoba, 1901

La strategia governativa finale di assimilazione, resa possibile dall'Indian Act, fu il sistema delle scuole residenziali indiane:
Cominciando nel 1847 e proseguendo fino al 1996, il governo canadese, in collaborazione con la Chiesa cattolica, gestì 130 convitti residenziali in tutto il Canada per i bambini aborigeni, che venivano sottratti a forza dalle loro case. Anche se si diceva che le scuole educavano, esse in realtà erano afflitte da finanziamenti insufficienti, malattie e abusi.
A causa delle leggi e delle politiche che incoraggiavano o richiedevano o imponevano ai popoli indigeni di assimilarsi in una società eurocentrica, il Canada violava la Convenzione sul genocidio delle Nazioni Unite che aveva firmato nel 1949 e approvato in Parlamento nel 1952. Il sistema delle scuole residenziali che strappava i bambini aborigeni dai loro genitori, dalle loro case e dalle loro comunità ha portato gli studiosi a ritenere che il Canada potrebbe essere giudicato dinanzi al tribunale internazionale per genocidio. Un'azione legale si concluse una transazione di 2 miliardi di dollari canadesi nel 2006 e l'istituzione di una Commissione per la verità e la riconciliazione, che confermò l'effetto ingiurioso sui bambini di questo sistema. Nel 2008 il primo ministro Stephen Harper porse le scuse a nome del governo canadese e dei suoi cittadini per il sistema scolastico residenziale.

## Politica, diritto e legislazione

### Trattati

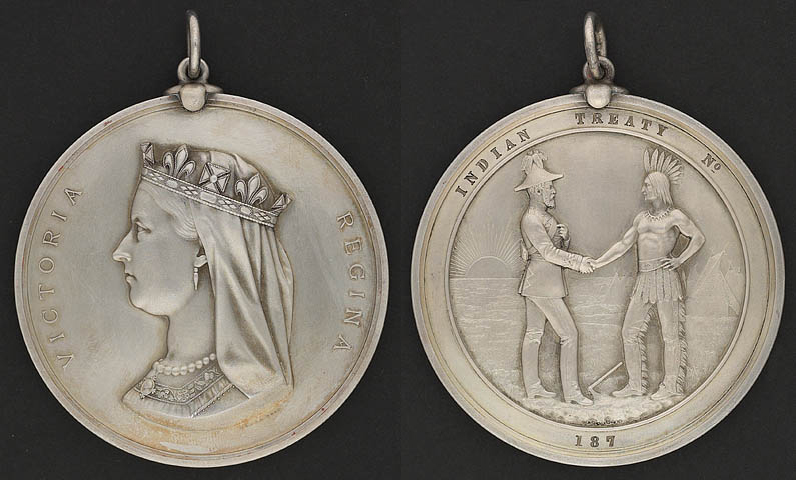
La Indian Chiefs Medal, presentata per commemorare i Trattati Numerati 3, 4, 5, 6 e 7, che porta l'immagine della regina Vittoria

La Corona canadese e i popoli aborigeni cominciarono a interagire durante il periodo della colonizzazione europea. I Trattati Numerati, la Legge sugli Indiani, la Legge costituzionale del 1982 e furono stabiliti principi giurisprudenziali. I popoli aborigeni interpretano questi accordi come stipulati tra loro e la Corona del Canada attraverso l'Agente indiano dei distretti, e non il Gabinetto del Canada. I Maori interpretano similmente il Trattato di Waitangi in Nuova Zelanda. Una serie di undici trattati furono firmati tra le Prime Nazioni in Canada e il Monarca regnante del Canada dal 1871 al 1921. Il Governo del Canada stabilì la politica, nominò i Commissari ai trattati e ratificò gli accordi. Questi Trattati sono accordi con il Governo del Canada gestiti dal diritto aborigeno canadese e vigilati dal Ministro degli Affari indiani e dello Sviluppo settentrionale.
Secondo l'Accordo politico Prime Nazioni-Corona Federale "la cooperazione sarà una pietra angolare per il partenariato tra il Canada e le Prime Nazioni, dove Canada è il riferimento in forma breve a Sua Maestà la Regina di Diritto del Canada. La Corte suprema sostenne che i trattati "servivano a riconciliare la preesistente sovranità aborigena con la sovranità assunta dalla Corona e a definire i diritti aborigeni". Il popolo delle Prime Nazioni interpretò che gli accordi compresi nel trattato 8 sarebbero durati "finché il sole splenderà, l'erba crescerà e i fiumi scorreranno".

### Legge sugli Indiani

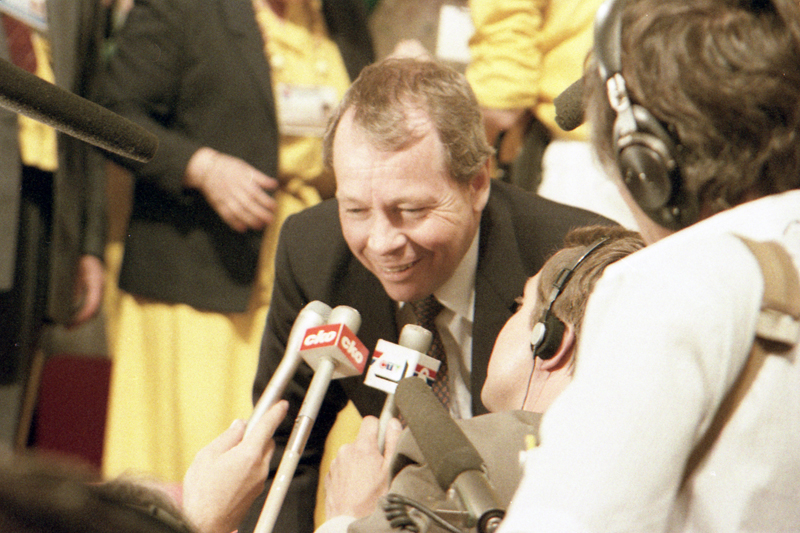
L'ex ministro federale per gli affari indiani David Crombie era responsabile per il progetto di legge C-31.

La Legge sugli Indiani è una legislazione federale che risale al 1876. Ci sono stati oltre 20 cambiamenti importanti apportati alla Legge originale da allora, l'ultima volta essendo nel 1951; emendata nel 1985 con il progetto di legge C-31. La Legge sugli Indiani indica come possono operare le riserve e le bande e definisce chi è riconosciuto come "Indiano".
Nel 1985, il Parlamento canadese approvò il progetto di legge C-31, An Act to Amend the Indian Act ("Legge per emendare la Legge sugli Indiani"). A causa di un requisito costituzionale, il progetto di legge entrò in vigore il 17 aprile 1985.
- Pone fine alle disposizioni discriminatorie della Legge sugli Indiani, specialmente quelle che discriminavano le donne.[131]
- Cambia il significato di "status" e per la prima volta consente una limitata reintegrazione degli Indiani ai quali era stato negato o che avevano perso lo status e/o l'appartenenza alla banda.[131]
- Consente alle bande di definire le loro regole di appartenenza.[131]

Le persone accettate come membri della banda in base alle regole di quest'ultima non possono essere Indiani con status. Tuttavia il C-31 chiarì che vari articoli della Legge sugli Indiani si sarebbero applicati anche ai membri delle bande. Gli articoli in discussione concernono la vita delle comunità e le proprietà dei terreni. Gli articoli relativi agli Indiani (popoli delle Prime Nazioni) come individui (in questo caso, i testamenti e la tassazione del patrimonio personale) non erano inclusi.

### Commissione reale sui popoli aborigeni
La Commissione reale sui popoli aborigeni fu una Commissione reale promossa dal Governo del Canada nel 1991 per esaminare i temi dei popoli aborigeni del Canada. Essa valutò le precedenti politiche governative nei confronti degli Aborigeni, come le scuole residenziali, e fornì raccomandazioni al governo sulle politiche da adottare. La Commissione emanò il suo rapporto finale nel novembre 1996. Il rapporto di cinque volumi e 4.000 pagine copriva una vasta gamma di temi; le sue 440 raddomandazioni richiedevano cambiamenti radicali nell'interazione tra gli Aborigeni, i non Aborigeni e i governi del Canada. Il rapporto "fissava un'agenda ventennale per il cambiamento".

### Politica sanitaria
Nel 1995, il governo federale annunciò il diritto degli Aborigeni alla politica di autodeterminazione. Questa politica riconosce che le Prime Nazioni e gli Inuit hanno il diritto costituzionale di foggiare le proprie forme di governo per adattarsi alle loro particolari circostanze storiche, culturali, politiche ed economiche. La Politica di trasferimento della sanità indiana fornì una cornice per l'assunzione del controllo dei servizi sanitari da parte dei popoli aborigeni, ed enunciò un approccio evolutivo al trasferimento incentrato sull'autodeterminazione in campo sanitario. Attraverso questo processo, la decisione di entrare in trattativa per il trasferimento con il Dipartimento della sanità canadese (Sanità Canada) spetta a ciascuna comunità. Una volta coinvolte nel trasferimento, le comunità possono prendere il controllo della gestione dei programmi sanitari a un ritmo determinato dalle loro condizioni e capacità di gestione sanitaria individuali. La National Aboriginal Health Organization (NAHO, "Organizzazione nazionale per la sanità aborigena"), costituitasi in persona giuridica nel 2000, è un organismo senza scopo di lucro progettato e controllato dagli Aborigeni in Canada che lavora per influenzare e far progredire la salute e il benessere dei popoli aborigeni.

### Organizzazione politica
Le organizzazioni delle Prime Nazioni e degli Inuit variano per dimensione dalle società delle bande di poche persone alle confederazioni multinazionali come gli Irochesi. I capi delle Prime Nazioni provenienti da tutto il paese formarono l'Assemblea delle Prime Nazioni, che cominciò come Fratellanza nazionale indiana nel 1968. I Métis e gli Inuit sono rappresentati a livello nazionale rispettivamente dal Consiglio nazionale métis e dall'Inuit Tapiriit Kanatami.
Le organizzazioni politiche odierne sono il risultato dell'interazione con i metodi di governo di stile europeo attraverso l'Interlocutore federale per i Métis e gli Indiani senza status. Le organizzazioni politiche aborigene in tutto il Canada variano per reputazione politica, punti di vista e ragioni per la loro formazione. Le Prime Nazioni, i Métis e gli Inuit negoziano con il Governo canadese attraverso gli Affari indiani e settentrionali Canada in tutti gli affari che concernono la terra, le prerogative e i diritti. I gruppi delle Prime Nazioni che operano indipendentemente non appartengono a queste organizzazioni.

## Cultura

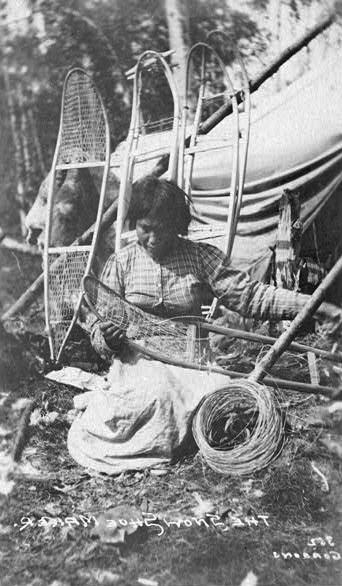
Fabbricante di racchette da neve tradizionali, c. 1900

Innumerevoli parole, invenzioni e giochi degli Indigeni nordamericani sono diventati una parte quotidiana della lingua e dell'uso canadese. La canoa, le racchette da neve, il toboga, il lacrosse, il tiro alla fune, lo sciroppo d'acero e il tabacco sono solo alcuni di questi prodotti, giochi e invenzioni. Tra le parole (alcune delle quali transitate anche in altre lingue come l'italiano) sono da citare barbecue, caribù, chipmunk (tamia), woodchunk (marmotta), amaca, skunk (puzzola) e moose (alce). Molti luoghi in Canada, sia formazioni naturali sia insediamenti umani, usano nomi indigeni. La stessa parola "Canada" deriva dalla Irochese laurenziana che significa "villaggio" o "insediamento". La provincia del Saskatchewan deriva il suo nome dal fiume Saskatchewan, che nella lingua cree è chiamato Kisiskatchewani Sipi, che significa "fiume che scorre rapido". Il nome della capitale del Canada Ottawa viene dal termine algonchino adawe, che significa "commerciare". Gruppi giovanili moderni come gli Scouts Canada e le Girl Guides of Canada includono programmi di attività basati in gran parte sulle conoscenze, le arti e i mestieri, le esperienze formative, nonché le abilità e la vita negli accampamenti all'aperto tipici degli Indigeni.
Le aree culturali aborigene dipendono dipendono dal modo di vita o dall'occupazione primaria dei loro antenati, al tempo del primo contatto europeo. Queste aree culturali corrispondono strettamente alle regioni fisiche ed ecologiche del Canada. I popoli indigeni della Costa del Nord-ovest Pacifico erano incentrati intorno alla pesca oceanica e fluviale; nell'interno della Columbia Britannica, prevalevano le attività di caccia-raccolta e di pesca fluviale. In entrambe queste aree il salmone era di primaria importanza. Per la gente delle pianure,. la caccia al bisonte era l'attività primaria. Nella foresta subartica, erano più importanti altre specie come l'alce. Tra i popoli vicino ai Grandi Laghi e al fiume San Lorenzo, era praticata l'agricoltura itinerante, inclusa la coltivazione del mais, dei fagioli e delle zucche. Mentre per gli Inuit, la caccia era la loro fonte primaria di cibo, con le foche come componente principale della loro dieta. Il caribù, i pesci, altri mammiferi marini e, in misura minore, piante, bacche e alghe fanno parte della dieta inuit. Uno dei simboli più notevoli della cultura inuit, l'inukshuk, è l'emblema delle Olimpiadi invernali del 2010 di Vancouver. Le inukshut sono sculture di roccia fatte accatastando pietre; a forma di figura umana, sono chiamati inunnguaq.

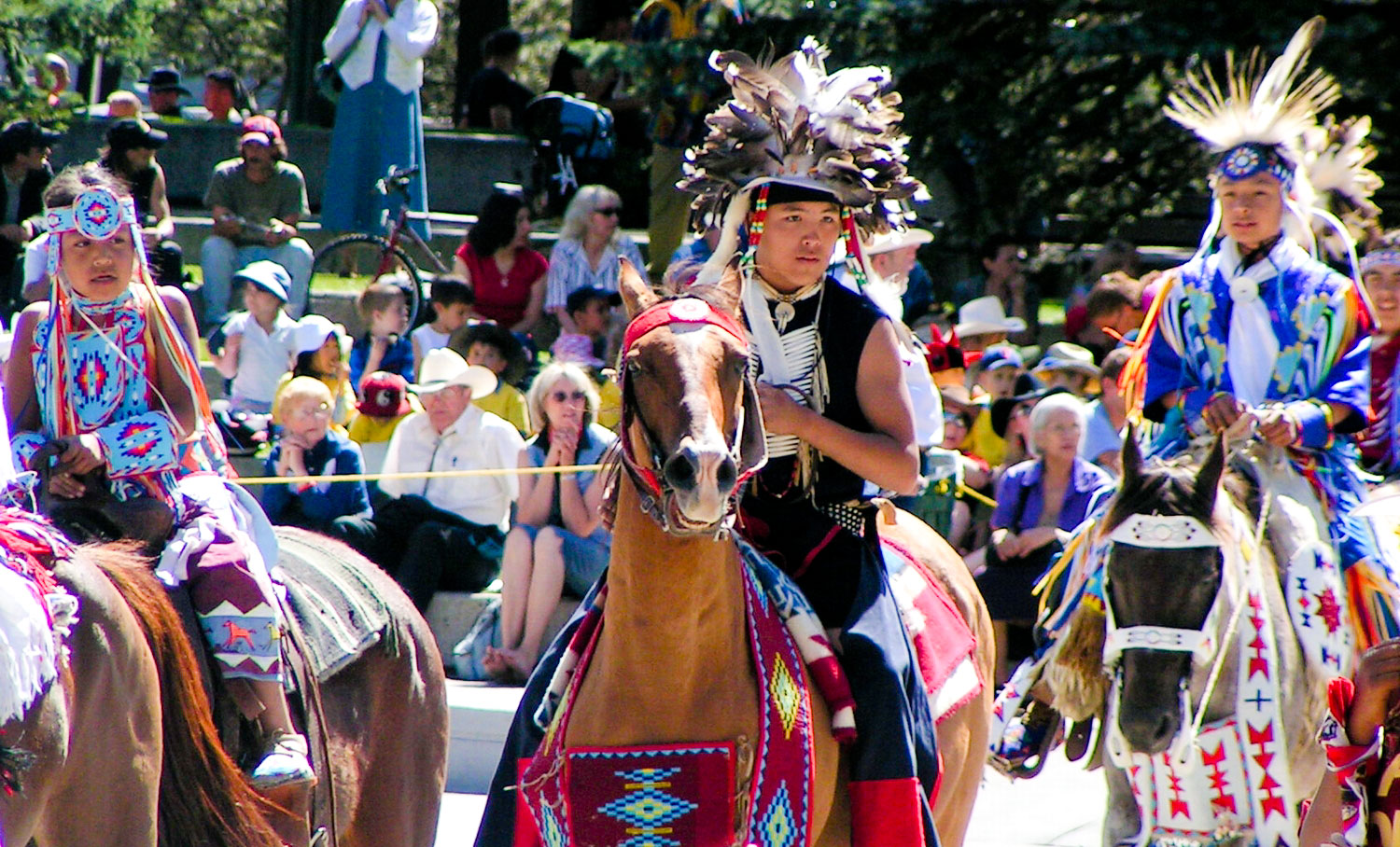
Bambini tsuu t'ina a una parata

Le riserve indiane (Indian reserves), istituite nella legge canadese da trattati come il Trattato 7, sono terre delle Prime Nazioni riconosciute dai governi non indigeni. Alcune riserve sono all'interno di città, come la Riserva Opawikoscikan a Prince Albert (Saskatchewan), Wendake nella città di Québec o Stony Plain 135 nella Regione di Edmonton Capitale. Ci sono più riserve in Canada che Prime Nazioni, avendo queste ultime ricevuto varie riserve per trattato. Gli Aborigeni lavorano attualmente in una varietà di occupazioni e possono vivere al di fuori delle loro patrie ancestrali. Le culture tradizionali dei loro antenati, foggiate dalla natura, esercitano ancora una forte influenza su di loro, dalla spiritualità alle opinioni politiche. Il National Aboriginal Day ("Giornata nazionale aborigena") è una giornata dedicata al riconoscimento delle culture e dei contributi dei popoli delle Prime Nazioni, degli Inuit e dei Métis del Canada. La giornata fu celebrata per la prima volta nel 1996, dopo essere stata proclamata in quell'anno dall'allora governatore generale del Canada Roméo LeBlanc, per essere celebrata il 21 giugno di ogni anno. La maggior parte delle giurisdizioni provinciali tuttavia non la riconoscono come festa nazionale.

### Lingue
Ci sono 13 gruppi linguistici aborigeni, 11 orali e 2 dei segni, in Canada, composti da più di 65 dialetti distinti. Di questi, solo il cree, l'inuktitut e l'ojibway hanno una popolazione di parlanti fluenti abbastanza ampia da essere considerati in grado di sopravvivere a lungo termine. Due dei territori del Canada riconoscono uno status ufficiale alle lingue native. Nel Nunavut, l'inuktitut e l'inuinnaqtun sono lingue ufficiali a fianco alle lingue nazionali dell'inglese e del francese, e l'inuktitut è una lingua veicolare comune nel governo territoriale. Nel Nunavut, la Legge sulle lingue ufficiali dichiara che ci sono undici lingue diverse: chipewyan, cree, inglese, francese, gwich’in, inuinnaqtun, inuktitut, inuvialuktun, slavey settentrionale, slavey meridionale e tłįchǫ. Oltre all'inglese e al francese, queste lingue non sono veicolari nel governo; lo status ufficiale dà diritto ai cittadini di ricevere a richiesta servizi in tali lingue e di utilizzarle nei rapporti con il governo.
| Lingue aborigene                                      | N. di parlanti | Prima lingua | Lingua madre |
| ----------------------------------------------------- | -------------- | ------------ | ------------ |
| Cree                                                  | 99.950         | 78.855       | 47.190       |
| Inuktitut                                             | 35.690         | 32.010       | 25.290       |
| Ojibway                                               | 32.460         | 11.115       | 11.115       |
| Montagnais-Naskapi (Innu)                             | 11.815         | 10.970       | 9.720        |
| Dene                                                  | 11.130         | 9.750        | 7.490        |
| Oji-Cree (Anishinini)                                 | 12.605         | 8.480        | 8.480        |
| Mi'kmaq                                               | 8.750          | 7.365        | 3.985        |
| Lingue siouan (Dakota/Sioux)                          | 6.495          | 5.585        | 3.780        |
| Atikamekw                                             | 5.645          | 5.245        | 4.745        |
| Piedi neri                                            | 4.915          | 3.085        | 3.085        |
| Per una lista completa vedi: Lingue parlate in Canada |                |              |              |

### Arte visiva

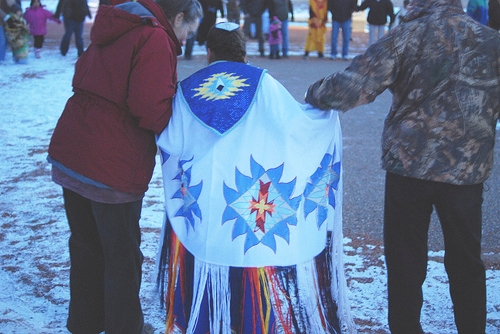
Una giovane ragazza métis che indossa uno scialle tradizionale

I popoli indigeni stavano producendo arte da migliaia di anni prima dell'arrivo dei coloni stanziali europei e dell'instaurazione del Canada come stato-nazione. Come i popoli che le producevano, le tradizioni artistiche indigene si estendevano attraverso territori in tutto il Nord America. Gli storici dell'arte hanno organizzato queste tradizioni secondo gruppi culturali, linguistici o regionali: Costa nordoccidentale, Altopiano, Pianure, Foreste orientali, Subartico e Artico.
Le tradizioni artistiche variano enormemente tra e all'interno di questi diversi gruppi. L'arte indigena, concentrata sulla portabilità e sul corpo si distingue dalle tradizioni europee, concentrate sull'architettura. L'arte visiva indigena può essere usata in unione con altre arti. Ad esempio, le maschere e i sonagli degli sciamani sono usati a scopi cerimoniali nella danza, nella narrazione e nella musica. Le opere d'arte conservate nelle collezioni museali risalgono al periodo dopo il contatto con gli Europei e mostrano prove dell'adozione e dell'adattamento creativi di beni di scambio europei come le perline di metallo e di vetro. Le distinte culture métis che sono sorte dai rapporti interculturali con gli Europei producono forme artistiche culturalmente ibride. Durante il XIX secolo e la prima metà del XX, il governo canadese perseguì un'attiva politica di assimilazione forzata e culturale verso i popoli indigeni. La Legge sugli Indiani bandì le manifestazioni della danza del sole, del potlatch, e le opere d'arte che le raffiguravano.
Fu solo negli anni 1950 e 1960 che artisti indigeni come Mungo Martin, Bill Reid e Norval Morrisseau cominciarono a rinnovare e reinventare pubblicamente le tradizioni artistiche indigene. Attualmente in Canada ci sono artisti indigeni che praticano in tutti i mezzi di comunicazione e due di loro, Edward Poitras e Rebecca Belmore, hanno rappresentato il Canada alla Biennale di Venezia rispettivamente nel 1995 e nel 2005.

### Musica

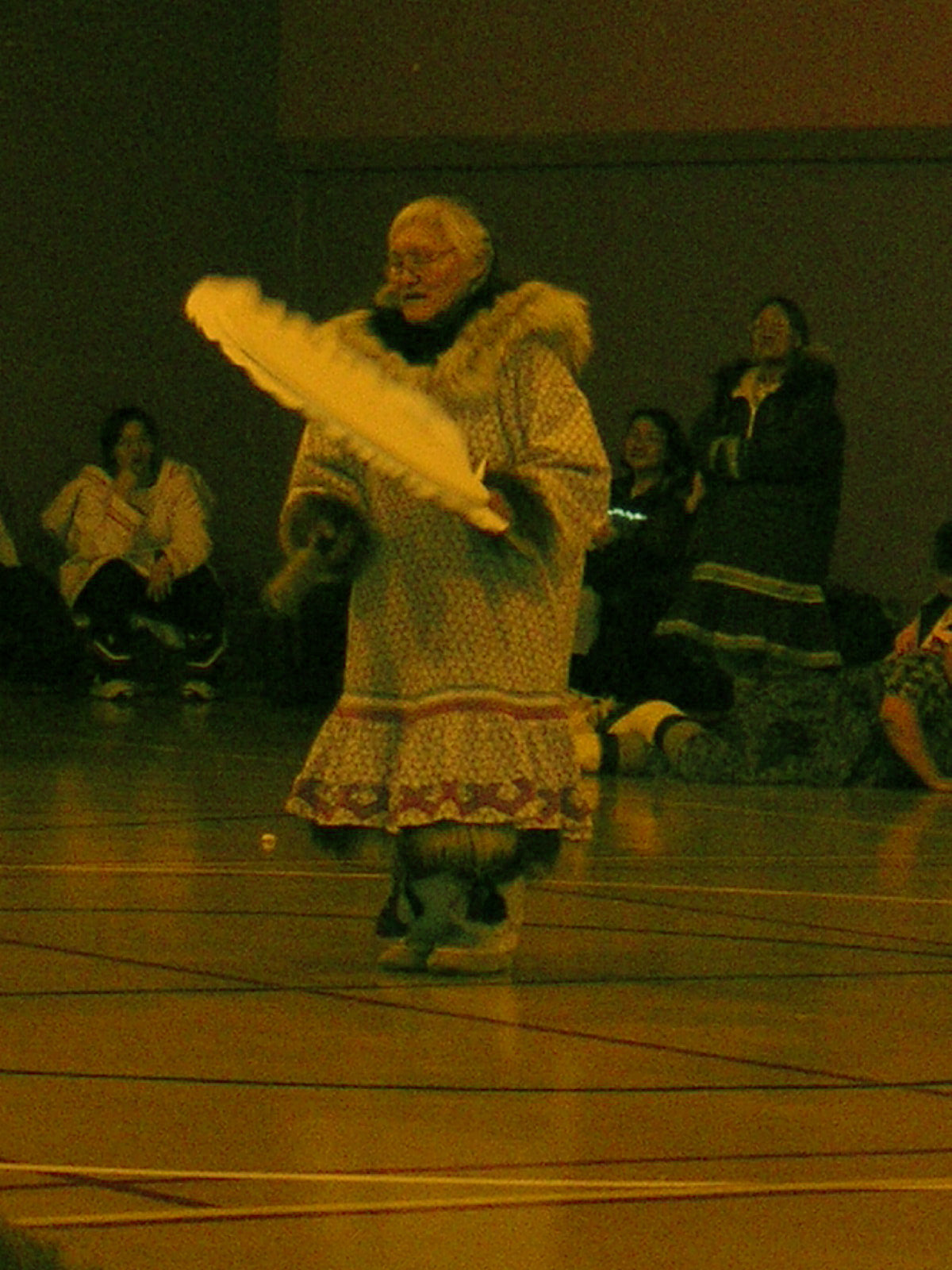
Danzatrice al Drum Dance Festival, Gjoa Haven (Nunavut)

I popoli aborigeni del Canada comprendono diversi gruppi etnici con le loro tradizioni musicali individuali. La musica di solito è sociale (pubblico) o cerimoniale (privata). La musica pubblica, sociale può essere musica da ballo accompagnata da sonagli e tamburi. La musica privata, cerimoniale include canti vocali con l'accompagnamento di percussioni, usati per segnare occasioni come le cerimonie Midewivin e le danze del sole.
Tradizionalmente, i popoli aborigeni usavano i materiali a disposizione per fabbricare i loro strumenti da secolo prima che gli Europei immigrassero in Canada. La gente delle Prime Nazioni trasformava zucche e corni animali in sonagli, che erano intagliati elaboratamente e dipinti vivacemente. Nelle aree boscose, fabbricavano corni di corteccia di betulla e bacchette per tamburo di palchi e legno intagliati. Gli strumenti di percussione tradizionali come i tamburi erano fatti generalmente di legno intagliato e pelli animali. Questi strumenti musicali fornivano il sottofondo per i canti, e i canti il sottofondo per le danze. Le persone tradizionali delle Prime Nazioni considerano sacri il canto e la danza. Per anni dopo che gli Europei erano giunti in Canada, ai membri delle Prime Nazioni fu proibito di praticare le loro cerimonie.

## Demografia e classificazione

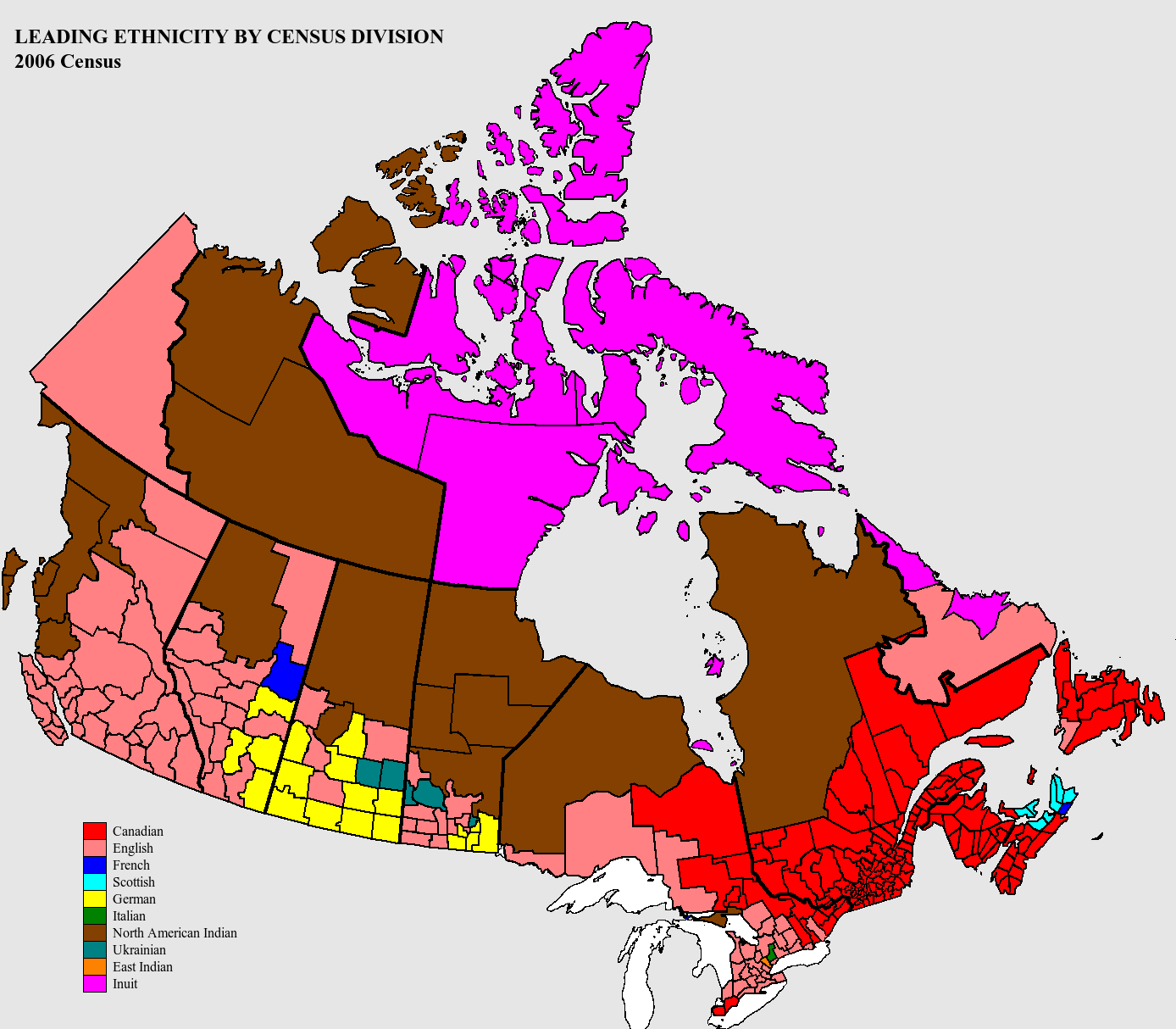
Le persone che si autoidentificano come aventi antenati aborigeni sono la maggioranza relativa in grandi aree del Canada. Le aree colorate in marrone hanno la maggioranza di Indiani nordamericani, le aree in magenta hanno una maggioranza di Inuit

Ci sono tre (Prime Nazioni, Inuit e Métis) gruppi distintivi di popoli indigeni nordamericani riconosciuti nella Legge costituzionale canadese del 1982 (articoli 25 e 35). La Legge sull'equità occupazionale (Employment Equity Act) identifica gli Aborigeni come gruppo insieme alle donne, alle minoranze visibili e alle persone con disabilità. Essi non sono una minoranza visibile in base alla Legge sull'equità occupazionale e dal punto di vista di Statistics Canada.
Il Censimento canadese del 2016 enumerava 1.673.780 Aborigeni in Canada, il 4,9% della popolazione totale del paese. Questo totale include 977.230 Prime Nazioni, 587.545 Métis e 65.025 Inuit. Gli organismi rappresentativi nazionali degli Aborigeni in Canada comprendono l'Assemblea delle Prime Nazioni, l'Inuit Tapiriit Kanatami, il Consiglio nazionale métis, l'Associazione delle donne native del Canada, l'Associazione nazionale dei Centri per l'amicizia dei Nativi e il Congresso dei popoli aborigeni.
Nel XX secolo la popolazione aborigena del Canada aumentò di dieci volte. Tra il 1900 e il 1950 la popolazione crebbe del 29%. Dopo gli anni 1960 il livello di mortalità infantile nelle riserve calò drasticamente e la popolazione crebbe del 161%. Dagli anni 1980 il numero di bambini delle Prime Nazioni più che raddoppiò e attualmente quasi metà della popolazione delle Prime Nazioni è sotto i 25 anni di età.
Gli Indigeni asseriscono che i loro diritti di sovranità sono validi, e indicano il proclama reale del 1763, che è menzionato nella Legge costituzionale canadese del 1982, articolo 25, le Leggi sul Nord America Britannico e la Convenzione di Vienna del 1969 sul diritto dei trattati (della quale il Canada è firmatario) a sostegno di questa rivendicazione.
| Provincia/Territorio       | Numero    | %     | Prime Nazioni (Indiani) | Métis   | Inuit  | Multipli | Altri  |
| -------------------------- | --------- | ----- | ----------------------- | ------- | ------ | -------- | ------ |
| Columbia Britannica        | 270.585   | 5,9%  | 172.520                 | 89.405  | 1.615  | 4.350    | 2.695  |
| Alberta                    | 258.640   | 6,5%  | 136.590                 | 114.370 | 2.500  | 2.905    | 2.280  |
| Saskatchewan               | 175.020   | 16,3% | 114.565                 | 57.875  | 360    | 1.305    | 905    |
| Manitoba                   | 223.310   | 18,0% | 130.505                 | 89.360  | 605    | 2.020    | 820    |
| Ontario                    | 374.395   | 2,8%  | 236.685                 | 120.585 | 3.860  | 5.725    | 7.540  |
| Québec                     | 182.890   | 2,3%  | 92.650                  | 69.360  | 13.940 | 2.760    | 4.170  |
| Nuovo Brunswick            | 29.385    | 4,0%  | 17,570                  | 10.205  | 385    | 470      | 750    |
| Nuova Scozia               | 51.490    | 5,7%  | 25.830                  | 23.315  | 795    | 835      | 720    |
| Isola del Principe Edoardo | 2.740     | 2,0%  | 1.870                   | 710     | 75     | 20       | 65     |
| Terranova e Labrador       | 45.725    | 8,9%  | 28.370                  | 7.790   | 6.450  | 560      | 2.560  |
| Yukon                      | 8.195     | 23,3% | 6.690                   | 1.015   | 225    | 160      | 105    |
| Territori del Nord-Ovest   | 20.860    | 50,7% | 13.180                  | 3.390   | 4.080  | 155      | 55     |
| Nunavut                    | 30.550    | 85,9% | 190                     | 165     | 30.140 | 55       | 10     |
| Canada                     | 1.673.780 | 4,9%  | 977.230                 | 587.545 | 65.025 | 21.310   | 22.670 |
| Fonte: Censimento del 2016 |           |       |                         |         |        |          |        |

1. ↑  % della popolazione provinciale o territoriale che è aborigena.
2. ↑  Secondo Statistics Canada questa cifra "include coloro che si identificano come Indiani registrati e/o come membri delle bande senza identificarsi come Indiani nordamericani, Métis o Inuit nella domanda sull'identità aborigena."

Gli etnografi classificano comunemente i popoli indigeni delle Americhe negli Stati Uniti e in Canada in dieci regioni geografiche, dette aree culturali, con tratti culturali condivisi. Le regioni canadesi sono:
- Area culturale artica – (lingue eschimo-aleutine)
- Area culturale subartica – (lingue na-dene – lingue algiche)
- Area culturale delle Foreste (Nord-est) – (lingue algiche e lingue irochesi)
- Area culturale delle Pianure  – (lingue siouan)
- Area culturale dell'Altopiano del Nord-ovest – (lingue salishan)
- Area culturale della Costa del Nord-ovest Pacifico – (lingue penuti, lingue tsimshian e lingue wakashan)